# Aldous Huxley
Aldous Leonard Huxley (Godalming, Inglaterra, 26 de julio de 1894-Los Ángeles, 22 de noviembre de 1963) fue un escritor y filósofo británico. Miembro de una reconocida familia de intelectuales, es conocido por sus novelas y ensayos, pero publicó también relatos cortos, poesías, libros de viajes y guiones. A través de sus novelas y ensayos, ejerció como crítico de los roles, convenciones, normas e ideales sociales. Se interesó, asimismo, por los temas espirituales, como la parapsicología y el misticismo, acerca de las cuales escribió varios libros. Es considerado uno de los más importantes representantes del pensamiento moderno.

## Biografía

### Su familia
Por parte paterna, tanto su padre como su abuelo fueron biólogos. Su abuelo fue el célebre biólogo evolutivo británico Thomas Henry Huxley. Su padre, Leonard Huxley, biólogo también, dirigió la revista Cornhill Magazine. Por parte materna, su abuelo fue Tom Arnold, la madre de Aldous, Julia Arnold, una de las primeras mujeres que estudiaron en la Universidad de Oxford, era sobrina del poeta Matthew Arnold y hermana de la novelista Humphrey Ward, la protectora de Aldous cuando, al cumplir este catorce años, falleció su madre debido a un tumor.
Leonard Huxley y Julia Arnold tuvieron cuatro hijos: Julian (1887), Trevenan (1889), Aldous (1894) y Margaret (1899). Su hermano, Julian Huxley, eminente biólogo, se convertiría en un destacado divulgador científico.
Toda esta herencia familiar pesaría en su producción intelectual e inspiraría algunos de sus personajes.

### Educación y problemas de la vista
Aldous Huxley se educó en la más prestigiosa de las escuelas británicas, el Colegio Eton, cerca de Windsor (1908-1913). A los 16 años sufre un ataque violento de queratitis punctata, una grave enfermedad en los ojos que produce opacidad en las córneas y que lo mantiene prácticamente ciego durante 18 meses. Con admirable fuerza de voluntad, aprende a leer y a tocar el piano con el sistema Braille. Recupera la vista, pero en un ojo apenas es capaz de percibir la luz y en el otro solamente tiene una visión limitada. Años más tarde conocerá las teorías sobre la reeducación visual del doctor W. H. Bates y las pondrá en práctica, lo que lo llevará en poco tiempo a una mejora notable de su capacidad visual. Fruto de esta experiencia, escribe en 1942 El arte de ver (The Art of Seeing), donde relata la historia de cómo se recuperó de su casi completa ceguera.
En 1912, su padre se casa con Rosalind Bruce, de quien tendrá dos hijos, uno de ellos futuro Premio Nobel de Medicina, Andrew Huxley.
Debido a su deficiente visión, Aldous abandona la idea de estudiar medicina y se gradúa en literatura inglesa en el Balliol College de Oxford (1913-1915). En 1914, su hermano Trevenan sufre una grave depresión nerviosa, huye de la clínica donde está internado y se suicida.

### Primeras obras
Al cumplir los veintidós años, Aldous publica su primer libro, La rueda ardiente (1916), una colección de poemas, al cual seguirían tres volúmenes más de poesía: Jonás (1917), La derrota de la juventud y otros poemas (1918) y Leda (1920), ninguno de los cuales se ha editado todavía en español. Su primer trabajo fue como profesor en el colegio donde se había educado, Eton. Este trabajo no acababa de satisfacerlo y no tardó en abandonarlo.
En 1919 contrae matrimonio con Marie Nys, una mujer belga refugiada en Inglaterra durante la Primera Guerra Mundial (1914-1918). Tras la boda, el matrimonio se establece en el barrio de Hampstead, en Londres. Un año más tarde nacería su único hijo, Matthew.
En 1919 pasa a formar parte del equipo de redactores de la prestigiosa revista Athenaeum (1919-1921), donde escribe con el seudónimo 'Autolycus', y a partir de 1920 colabora como crítico de teatro en la Westminster Gazzette. En estas revistas realiza gran variedad de trabajos: críticas dramáticas, de arte y de música, reseñas de libros y ensayos diversos. Algunos de estos artículos están recogidos en su libro Al margen (1923).

### Huxley y D. H. Lawrence
La revista Athenaeum la dirige J. Middleton Murry, esposo de Katherine Mansfield y gran amigo del escritor D. H. Lawrence. En esta época nace una profunda amistad entre Huxley y Lawrence, quien quedaría retratado como el personaje Rampion de Contrapunto (Point Counter Point). A la muerte de Lawrence, en 1930, Aldous realiza una recopilación de sus cartas, que publica junto con un ensayo introductorio.

### Primeros cuentos
En 1920 publica su primera obra en prosa, Limbo, un libro de cuentos. En los siete años siguientes publicará otras cuatro colecciones de cuentos: La envoltura humana (1922), Mi tío Spencer (1924), Dos o tres gracias (1926) y Fogonazos (1930).

### Primera novela
El matrimonio se traslada a Italia en 1921; en un principio establece su residencia en Florencia y con posterioridad en Forte dei Marmi, al norte de Pisa, donde Huxley escribe su primera novela, Los escándalos de Crome (Crome Yellow, 1921), que le valió una sólida reputación como escritor. En esta obra describe a un grupo de intelectuales esnobs, sensuales y cínicos que pasan un fin de semana en Crome, la casa de campo de Henry y Priscilla Wimbush, una pareja típica de la sociedad inglesa de entonces. Hay muy poca acción en la novela y sí muchas disquisiciones literarias y filosóficas. En ella aparecen los intelectuales contra los que Huxley dirigió las sátiras más afiladas de su primera época.
A partir de esta fecha, y durante el periodo de entreguerras, participa activamente en la vida literaria inglesa, y se convierte en un gran hostigador de la burguesía británica y sus costumbres, lo que le valió el apelativo de enfant terrible de las letras inglesas.

### Viajes
Huxley fue un viajero empedernido. Tras el éxito de Los escándalos de Crome y de su segundo volumen de cuentos, La envoltura humana, el matrimonio adquiere un Citroën que, conducido por Marie, los llevará a lo largo de muchas carreteras europeas. Algunas de estas vivencias quedarán retratadas en A lo largo del camino: notas y ensayos de un turista (1925).
En 1923 publica su segunda novela, Danza de sátiros, una obra divertida, con el humor y la jocosidad propios de los escritores ingleses de la época y una de las más irónicas del autor. A esta novela seguirá la publicación de Arte, amor y todo lo demás (1925).
En 1925 hacen una breve escapada a Túnez, para emprender luego un viaje alrededor del mundo. Embarcan hacia la India, donde el matrimonio permanece cuatro meses visitando el país; continúan hacia Singapur, Birmania, Malasia, Filipinas, China, Japón y finalmente Estados Unidos. Las impresiones de este viaje quedarían recogidas en el libro Jesting Pilate, publicado un año más tarde.
A su regreso, en el verano de 1926, el matrimonio se establece en Cortina, donde Aldous inicia una nueva novela, Contrapunto (1928), un alarde de virtuosismo técnico, complejidad y riqueza de personajes. Esta novela sería uno de sus mayores éxitos.
En octubre de 1928 trasladan su residencia a Francia, inicialmente en Suresnes, a pocos kilómetros de París, donde permanecerán durante un año y medio, interrumpido por algunos viajes a Inglaterra, Italia y España.
El primer viaje a España, en abril de 1929, lo realizan en coche desde Suresnes, con objeto de visitar el Museo del Prado en Madrid. Unos meses después regresan a España con motivo del Congreso de Cooperación Intelectual de Barcelona, al que Huxley ha sido invitado. Tras una semana en Barcelona, realizan un recorrido por España en el que visitan Tarragona, Valencia, Almería, Granada, Ronda, Jerez, Cádiz, Sevilla, Madrid, Burgos y finalmente regresan a Francia por San Sebastián. Su último viaje a España, en 1933, los llevaría a Madrid, Toledo, Ávila y Segovia.
En 1930 adquiere una sencilla casa junto a la playa en el sur de Francia, próxima a la ciudad de Tolon, donde se aficiona a la pintura y pasa muchas horas elaborando retratos de su mujer, de su hijo o de alguna de sus visitas. Entre estas, la escritora argentina Victoria Ocampo, con la que mantendría una gran amistad.
En 1931 inicia una colaboración en el Chicago Herald, a razón de un artículo semanal. Ese año publica un libro de poemas, Las cigarras y otros poemas, y una colección de ensayos sobre temas muy diversos, Música en la noche.

### Un mundo feliz
En 1932 escribe en cuatro meses la obra que lo haría más famoso: Un mundo feliz (1932), novela distópica que ofrece una visión pesimista del futuro del mundo, mostrando una sociedad regida por el condicionamiento psicológico como parte de un sistema inmutable de castas.
Durante el verano de 1932 prepara Texts and Pretexts, una antología de poemas, la mayoría de autores ingleses, clasificados por temas y acompañados por breves comentarios.

### Viaje a México y América Central
Al año siguiente, en 1933, el matrimonio se embarca en el transatlántico inglés MV Britannic, rumbo a América Central. Visitan el Caribe, Guatemala, Honduras Británica, Honduras y México. Las impresiones de este viaje quedarán plasmadas en el libro Más allá del golfo de México (1934). En el libro, el pensador inglés comenta sobre Oaxaca:

A pesar de tres terremotos importantes, a pesar de haber soportado siete asedios, incluyendo uno por el ejército francés al mando de Bazaine, a pesar, sobre todo, de cuatro siglos de existencia mexicana, Oaxaca es todavía una ciudad majestuosa, llena de edificios imponentes
Aldous Huxley, Más allá del golfo de México

### Misticismo
A su regreso a Francia, reanuda la escritura de un libro en el que llevaba tres años trabajando, Ciego en Gaza (1936). Esta novela, personal e íntima, trata el conflicto entre lo intelectual y lo sexual, y su resolución a través del misticismo. Con esta obra concluye una etapa en la que predomina el escepticismo, y surge un interés creciente por el misticismo, que lo acompañaría hasta su muerte.

### Ensayista
Ese mismo año publica un nuevo volumen de ensayos, The Olive Tree and Other Essays (1936), y a partir de entonces aumentará considerablemente la producción de ensayos, medio de expresión en el que se sentía más cómodo. En ellos aborda un sinfín de temas: arte, música, literatura, historia, psicología, pedagogía, política, ciencia, etcétera.

### Viaje a los Estados Unidos
En abril de 1937, los Huxley abandonan su residencia en Francia y, en compañía de su amigo Gerald Heard, parten hacia los Estados Unidos en busca de una universidad en la que pueda estudiar su hijo. Prevén permanecer nueve meses en el país, pero terminará siendo una estancia para toda la vida. A su llegada realizan un viaje en coche por varios estados norteamericanos, para acabar en la finca que el difunto Lawrence tenía en Nuevo México, donde pasan el verano y Huxley concluye El fin y los medios (1937), ágiles ensayos en los que describe su credo pacifista, que ya había defendido en la última parte de Ciego en Gaza, pero que sobrepasa ese propósito para diseñar en realidad el itinerario más razonable del sentido común para que el hombre consiga sus objetivos globales sin que haya que llamarlos utopía.

### En Hollywood
En septiembre reanudan su marcha rumbo a California, y se establecen en Los Ángeles. En Hollywood traban amistad con actores como Charlie Chaplin y Greta Garbo y directores de cine como George Cukor y Alexander Korda. En sus primeros años en Estados Unidos, escribe guiones para la industria cinematográfica. Escribe, junto a Jane Murfin y Helen Jerome, el guion de la película Más fuerte que el orgullo, versión de 1940 de la novela Orgullo y prejuicio de la escritora británica Jane Austen. El mundo de Hollywood quedará retratado en su siguiente novela, Viejo muere el cisne (1939).

### Como biógrafo
Dos años más tarde publica una biografía, Eminencia gris (1941) que familiariza al lector con la vida del padre José, principal consejero y emisario del cardenal Richelieu en la Francia del siglo XVII. Con admirable capacidad de síntesis y de forma muy dinámica, el autor va exponiendo la compleja historia europea que sirve de fondo a las actividades de este fraile capuchino.

### Como autor de obras místicas
Ese año, 1941, se introduce de lleno en la literatura mística de la India por intermedio del escritor Christopher Isherwood, su amigo; conoce a Swami Prabhavananda y a la Sociedad Vedanta de Los Ángeles, y empieza a colaborar en su revista bimensual Vedanta and the West, colaboración que se prolongaría hasta 1960.

### El desierto y elLibro tibetano de los muertos
En 1942, los Huxley abandonan Los Ángeles y se retiran a vivir a Llano, pequeña localidad californiana situada al borde del desierto de Mojave. Huxley amaba el desierto por su poder simbólico y le gustaba pasear por él. Sus lecturas y meditaciones en el desierto lo llevan a escribir su siguiente novela, El tiempo debe detenerse (1944), inspirada en una de sus lecturas preferidas, el Libro tibetano de los muertos, y una antología comentada de textos místicos de todos los tiempos, La filosofía perenne (1945). Asimismo, en 1944, Huxley e Isherwood deciden colaborar en una novela que pudiera ser adaptada para Hollywood y escriben "Las manos de Jacob", que no llega a publicarse. Doce años después lo adaptaron para la radio, pero hasta 1998 no se publicaría como libro.
Al concluir la guerra, el matrimonio abandona la soledad del desierto para instalarse en Wrightwood, un caserío situado en pleno bosque, en lo alto de la sierra que separa Los Ángeles y Mojave y donde residen hasta 1949. Aquí escribe un pequeño volumen de ensayos, Ciencia, libertad y paz (1946), y una novela, Mono y esencia (1948).
En 1948 regresan a Europa y visitan París, Roma y su antigua residencia en el sur de Francia. A su vuelta a Estados Unidos se trasladan, una vez más, a una nueva casa con amplio jardín en King's Road, en las afueras de Los Ángeles.

### En el teatro
El año 1950 señala un alto en la labor literaria de Aldous. En la primavera acude con Marie a Nueva York, donde se estrena la adaptación teatral de su novela corta "La sonrisa de la Gioconda" (La sonrisa de la Gioconda, 1948), y asisten a la boda de su hijo Matthew, antes de emprender un nuevo viaje a Europa. Ese verano visitan la pequeña ciudad francesa de Loudun, escenario de un singular caso acontecido en el siglo XVII, en el que un grupo de monjas fueron víctimas de una posesión demoníaca. Este hecho histórico lo lleva a realizar un interesante estudio psicológico de este hecho en una de sus obras más notables, Los demonios de Loudun, publicada en 1952, en plena caza de brujas del senador Joseph McCarthy.
En enero de 1952 operan a Marie de un quiste maligno de mama, primera manifestación del cáncer que la devoraría en el transcurso de los tres años siguientes.
A partir de entonces se observa un notable cambio de actitud en Huxley, y se inicia un periodo de apariciones públicas constantes, que en sus últimos años se producen a un ritmo vertiginoso. Así, son muchos y variados los visitantes recibidos en su casa, aparece en programas de radio o televisión y sobre todo empieza a dar conferencias en universidades de Estados Unidos cada vez con mayor frecuencia.

### 1953: las sustancias psicodélicas yLas puertas de la percepción
En 1953, lee un artículo sobre el empleo de la mescalina en el tratamiento de la esquizofrenia y, llevado por su interés, conoce a uno de sus autores, el doctor Humphry Osmond, con quien establecería una importante amistad. En la primavera de 1953, bajo la supervisión del doctor Osmond y de su mujer, decide experimentar por sí mismo con esta sustancia e ingiere cuatro decigramos. Describe esta primera experiencia con una sustancia psicodélica en un breve volumen, Las puertas de la percepción (1954), donde explica paso a paso las impresiones de aquel día.
Entre los años 1953 y 1963 experimentó una docena de veces con sustancias psicodélicas (mescalina, LSD y psilocibina), llevado por un interés de índole intelectual. En 1956 publica un segundo libro sobre este tema, Cielo e infierno, donde ofrece una amplia panorámica de la ciencia, el arte y la religión a base de pequeños esbozos.
En 1954 el matrimonio realiza un nuevo viaje a Europa. Para Marie, el viaje será su despedida de sus familiares, pues tan solo le resta un año de vida. Primero viajan a Francia y luego visitan Egipto, Líbano, Palestina, Chipre, Grecia y acaban regresando a la Italia de sus primeros años de matrimonio. De vuelta en California, Huxley da fin a una nueva novela, El genio y la diosa (1955).

### Muerte de su esposa y nuevas actividades
A lo largo del invierno empeora la salud de Marie, aquejada de un cáncer de hígado; el 12 de febrero de 1955, tras 35 años de matrimonio, muere en su casa acompañada hasta el último instante por su marido.
Tras dos meses de devastadora soledad, el escritor emprende un largo viaje por carretera hacia Arizona, Texas, Florida, Carolina y finalmente Nueva York, donde reanuda sus actividades de manera inusitada. Tras el verano, regresa a Los Ángeles, donde retorna a su vida habitual.
El 19 de mayo de 1956, en Yuma, Arizona, contrae matrimonio con la violinista y psicoterapeuta italiana Laura Archera, cuya vitalidad y dinamismo serán un poderoso estímulo para las actividades emprendidas durante los últimos años de su vida. Poco después de casarse, se trasladan a una casa en una de las colinas de Hollywood.

### Nuevos ensayos y conferencias universitarias
Esos años publica dos nuevas colecciones de ensayos, Adonis y el alfabeto (1956) y Nueva visita a un mundo feliz (1958) e inicia un periplo extenso: Perú, Brasil (invitado por el gobierno de ese país), Italia (donde presenta un ciclo de conferencias por diferentes ciudades), Inglaterra (donde visita a su familia), Suiza (donde asiste a las conferencias de Krishnamurti) y Dinamarca (invitado a un congreso de psicología aplicada) y finalmente, en 1961, regresa a la India para el centenario de Rabindranath Tagore en Nueva Delhi.
Pero los viajes más significativos para Aldous en estos últimos años los realiza por Estados Unidos, de universidad en universidad, impartiendo conferencias y cursos: San Francisco, Stanford, Berkeley, Santa Bárbara, Massachusetts, Nueva York y otras.
El 12 de mayo de 1961, un incendio destruye completamente su casa en Hollywood, y pierde todas sus pertenencias y recuerdos, a excepción de unos pocos objetos que logra rescatar, entre los que se encuentra el violín de Laura (un Guarnieri elaborado en Cremona en 1707) y el manuscrito de su última novela, La isla (1962), en la que llevaba trabajando cinco años. La isla constituye una especie de testamento literario, donde el autor recrea un orden social que bien podría considerarse la contraparte de Un mundo feliz.

### Problemas de salud y muerte
En 1960 le habían diagnosticado un tumor en la lengua, que logra contener durante dos años a base de radioterapia. A pesar de su extrema debilidad por los duros tratamientos, continúa con los compromisos adquiridos impartiendo conferencias y asistiendo a congresos. Termina su último libro, Literatura y ciencia (1963), publicado dos meses antes de su muerte y en el que trata de aproximar el mundo del arte y el de la ciencia. En 1963 asiste en Roma a un congreso mundial sobre agricultura y es recibido por el papa Juan XXIII, regresa a Estados Unidos a continuar con el tratamiento y con renovadas fuerzas viaja a Suecia, donde visita la Academia Mundial de las Artes y las Ciencias. Ese verano lo pasa en Inglaterra con sus familiares y amigos.
El 22 de noviembre de 1963, el mismo día del asesinato del presidente John F. Kennedy, muere a los sesenta y nueve años. A su muerte le fue leído al oído, según su propio deseo, el Libro tibetano de los muertos. También pidió se le administrasen dos dosis casi sucesivas de LSD como terapia agónica, tras lo cual murió plácidamente. Fue incinerado y sus cenizas fueron trasladadas ocho años más tarde a Inglaterra, donde descansan junto a las de su familia.
Aldous Huxley tenía un saber enciclopédico, fruto de una gran curiosidad intelectual. Era un hombre de ingenio incisivo y pensamiento abierto que, además de interesarse profundamente por el misticismo, lo hizo también por el mundo cotidiano y sus exigencias: la paz, la ciencia, la conservación de los recursos naturales, etcétera. Su mentalidad no aceptó nunca el juego gratuito de las ideas, y en su pensamiento puede encontrarse la necesidad de aportar al mundo una estructura útil.

## Obra

### Novelas
- Los escándalos de Crome (Crome Yellow, 1921)
- Danza de sátiros (Antic Hay, 1923)
- Arte, amor y todo lo demás, o Esas hojas caídas, o Esas hojas estériles (Those Barren Leaves, 1925)
- Contrapunto (Point Counter Point, 1928)
- Un mundo feliz (Brave New World, 1932)
- Ciego en Gaza, o Con los esclavos en la noria (Eyeless in Gaza, 1936)
- Viejo muere el cisne, o Muere el cisne después del verano (After Many a Summer, o After Many a Summer Dies the Swan, 1939)
- El tiempo debe detenerse (Time Must Have a Stop, 1944)
- Mono y esencia (Ape and Essence, 1948)
- Los demonios de Loudun (The Devils of Loudun, 1952)[7]
- El genio y la diosa, o Tardía confesión (The Genius and the Goddess, 1955)
- La isla (Island, 1962)

### Cuentos
Colecciones:
- Limbo (1920), colección de 5 cuentos, 1 novela corta y 1 obra de teatro:
"Farcical History of Richard Greenow" (novela corta), "Happily Ever After", "Eupompus Gave Splendour to Art by Numbers", "Happy Families" (obra de teatro), "Cynthia", "The Bookshop", "The Death of Lully"
- La envoltura humana, o Laberintos mortales (Mortal Coils) (1922), colección de 3 cuentos, 1 novela corta y 1 obra de teatro:
"The Gioconda Smile" (novela corta), "Permutations Among the Nightingales" (obra de teatro), "The Tillotson Banquet", "Green Tunnels", "Nuns at Luncheon"
- Mi tío Spencer, o El pequeño mexicano, o El joven Arquímedes, o De la ceca a la Meca (Little Mexican and Other Stories, o Young Archimedes) (1924), colección de 4 cuentos y 2 novelas cortas:
"Uncle Spencer" (novela corta), "Little Mexican", "Hubert and Minnie", "Fard", "The Portrait", "Young Archimedes" (novela corta)
- Dos o tres gracias (Two or Three Graces and Other Stories) (1926), colección de 3 cuentos y 1 novela corta:
"Two or Three Graces" (novela corta), "Half Holiday", "The Monocle", "Fairy Godmother"
- Fogonazos (Brief Candles) (1930), colección de 3 cuentos y 1 novela corta:
"Chawdron", "The Rest Cure", "The Claxtons", "After the Fireworks" (novela corta)
- After the Fireworks: Three Novellas (1936), colección de 3 novelas cortas anteriormente publicadas en diferentes colecciones de cuentos:
"After the Fireworks", "Two or Three Graces", "Uncle Spencer"
- Collected Short Stories (1957), colección de 19 cuentos y 2 novelas cortas anteriormente publicadas en diferentes colecciones de cuentos y en la novela Los escándalos de Crome:
De Limbo: "Happily Ever After", "Eupompus Gave Splendour to Art by Numbers", "Cynthia", "The Bookshop", "The Death of Lully"
De Los escándalos de Crome: "Sir Hercules"
De La envoltura humana]: "The Gioconda Smile" (novela corta), "The Tillotson Banquet", "Green Tunnels", "Nuns at Luncheon"
De Mi tío Spencer: "Little Mexican", "Hubert and Minnie", "Fard", "The Portrait", "Young Archimedes" (novela corta)
De Dos o tres gracias: "Half Holiday", "The Monocle", "Fairy Godmother"
De Fogonazos: "Chawdron", "The Rest Cure", "The Claxtons"

No publicados en colecciones:
- "The Dwarfs" (1921)
- "Las manos de Jacob" ("Jacob's Hands: A Fable") (escrito en 1944 con Christopher Isherwood; descubierto en 1997)[3]
- "Los cuervos del jardín" ("The Crows of Pearblossom") (1944; libro infantil en 1967; libro ilustrado en 2011)

### Obras de teatro
- The Discovery: A Comedy in Five Acts (1924), escrita por Frances Sheridan, adaptada para la escena moderna por Huxley
- The World of Light: A Comedy in Three Acts (1931)[8]
- La sonrisa de la Gioconda (Mortal Coils: Play) (1948), versión de la novela corta "La sonrisa de la Gioconda" ("The Gioconda Smile")
- The Genius and the Goddess (1958), coescrita con Betty Wendel, versión de la novela El genio y la diosa
- The Ambassador of Captripedia (1967)
- Now More Than Ever (2000), obra perdida descubierta por el Departamento de Literatura Inglesa de la Universidad de Münster, Alemania

### Poesía
Colecciones:
- La rueda ardiente (The Burning Wheel) (1916), colección de 31 poemas:[9]
"The Burning Wheel", "Doors of the Temple", "Villiers de L'Isle-Adam", "Darkness", "Mole", "The Two Seasons", "Two Realities", "Quotidian Vision", "Vision", "The Mirror", "Variations on a Theme of Laforgue", "Philosophy", "Philoclea in the Forest", "Books and Thoughts", "Contrary to Nature and Aristotle", "Escape", "The Garden", "The Canal", "The Ideal found wanting", "Misplaced Love", "Sonnet", "Sentimental Summer", "The Choice", "The Higher Sensualism", "Sonnet", "Formal Verses", "Perils of the Small Hours", "Complaint", "Return to an Old Home", "Fragment", "The Walk"
- Jonás (Jonah) (1917), colección de 12 poemas:[10]
"Jonah", "Behemoth", "Minoan Porcelain", "Zoo Celeste", "Sonnet a l'Ingenue", "Dix-Huitieme Siecle", "Hommage a Jules Laforgue", "Sententious Song", "The Oxford Volunteers", "The Contemplative Soul", "The Betrothal of Priapus", "Farewell to the Muses"
- La derrota de la juventud y otros poemas (The Defeat of Youth, and Other Poems) (1918), colección de 36 poemas:[11]
"The Defeat of Youth", "Song of Poplars", "The Reef", "Winter Dream", "The Flowers", "The Elms", "Out of the Window", "Inspiration", "Summer Stillness", "Anniversaries", "Italy", "The Alien", "A Little Memory", "Waking", "By the Fire", "Valedictory", "Love Song", "Private Property", "Revelation", "Minoan Porcelain", "The Decameron", "In Uncertainty to a Lady", "Crapulous Impression", "The Life Theoretic", "Complaint of a Poet Manqué", "Social Amenities", "Topiary", "On the Bus", "Points and Lines", "Panic", "Return from Business", "Stanzas", "Poem", "Scenes of the Mind", "L'Après-Midi D'un Faune", "The Louse-Hunters"
- Leda (1920), colección de 26 poemas:[12]
"Leda", "The Birth of God", "On Hampstead Heath", "Sympathy", "Male and Female Created He Them", "From the Pillar", "Jonah", "Variations on a Theme", "A Melody By Scarlatti", "A Sunset", "Life and Art", "First Philosopher's Song", "Second Philosopher's Song", "Fifth Philosopher's Song", "Ninth Philosopher's Song", "Morning Scene", "Verrey's", "Frascati's", "Fatigue", "The Merry-Go-Round", "Back Streets", "Last Things", "Gothic", "Evening Party", "Beauty", "Soles Occidere et Redire Possunt"
- Poemas escogidos (Selected Poems) (1925), colección de 41 poemas publicados en colecciones anteriores:[13]
"Song of Poplars", "The Reef", "The Flowers", "The Elms", "Out of the Window", "Summer Stillness", "Inspiration", "Anniversaries", "Italy", "The Alien", "A Little Memory", "Waking", "By the Fire", "Valedictory", "Private Property", "Revelation", "Minoan Porcelain", "In Uncertainty to a Lady", "Crapulous Impression", "Complaint of a Poet Manqué", "Social Amenities", "Topiary", "On the Bus", "Points and Lines", "Panic", "Stanzas", "Poem", "Scenes of the Mind", "L'Après-Midi d'un Faune", "Mole", "Two Realities", "Quotidian Vision", "The Mirror", "Variations on a Theme of Laforgue", "Philosophy", "Philoclea in the Forest", "Books and Thoughts", "The Higher Sensualism", "Formal Verses", "Perils of the Small Hours", "Return to an Old Home"
- Arabia Infelix and Other Poems (1929)
- Las cigarras y otros poemas (The Cicadas and Other Poems) (1931)
- Poesía completa (The Collected Poetry of Aldous Huxley) (1971), colección de la mayoría de los poemas contenidos en La rueda ardiente, La derrota de la juventud y otros poemas, Leda y Las cigarras y otros poemas

### Guiones
- Más fuerte que el orgullo (1940), en colaboración con Jane Murfin y Helen Jerome
- Madame Curie (1943), sin acreditar, en colaboración con Paul Osborn y Paul H. Rameau
- Jane Eyre (1943), en colaboración con John Houseman y Robert Stevenson
- A Woman's Vengeance (1947)
- Guion original (rechazado) de la película animada de Disney Alicia en el país de las maravillas (1951)[14]

### No ficción

#### Artículos
Escritos para Vedanta and the West:
- "Distractions" (1941)
- "Distractions II" (1941)
- "Action and Contemplation" (1941)
- "An Appreciation" (1941)
- "The Yellow Mustard" (1941)
- "Lines" (1941)
- "Some Reflections of the Lord's Prayer" (1941)
- "Reflections of the Lord's Prayer" (1942)
- "Reflections of the Lord's Prayer II" (1942)
- "Words and Reality" (1942)
- "Readings in Mysticism" (1942)
- "Man and Reality" (1942)
- "The Magical and the Spiritual" (1942)
- "Religion and Time" (1943)
- "Idolatry" (1943)
- "Religion and Temperament" (1943)
- "A Note on the Bhagavatam" (1943)
- "Seven Meditations" (1943)
- "On a Sentence From Shakespeare" (1944)
- "The Minimum Working Hypothesis" (1944)
- "From a Notebook" (1944)
- "The Philosophy of the Saints" (1944)
- "That Art Thou" (1945)
- "That Art Thou II" (1945)
- "The Nature of the Ground" (1945)
- "The Nature of the Ground II" (1945)
- "God in the World" (1945)
- "Origins and Consequences of Some Contemporary Thought-Patterns" (1946)
- "The Sixth Patriarch" (1946)
- "Some Reflections on Time" (1946)
- "Reflections on Progress" (1947)
- "Further Reflections on Progress" (1947)
- "William Law" (1947)
- "Notes on Zen" (1947)
- "Give Us This Day Our Daily Bread" (1948)
- "A Note on Gandhi" (1948)
- "Art and Religion" (1949)
- "Foreword to an Essay on the Indian Philosophy of Peace" (1950)
- "A Note on Enlightenment" (1952)
- "Substitutes for Liberation" (1952)
- "The Desert" (1954)
- "A Note on Patanjali" (1954)
- "Who Are We?" (1955)
- "Foreword to the Supreme Doctrine" (1956)
- "Knowledge and Understanding" (1956)
- "The 'Inanimate' is Alive" (1957)
- "Symbol and Immediate Experience" (1960)

#### Ensayos
Colecciones:

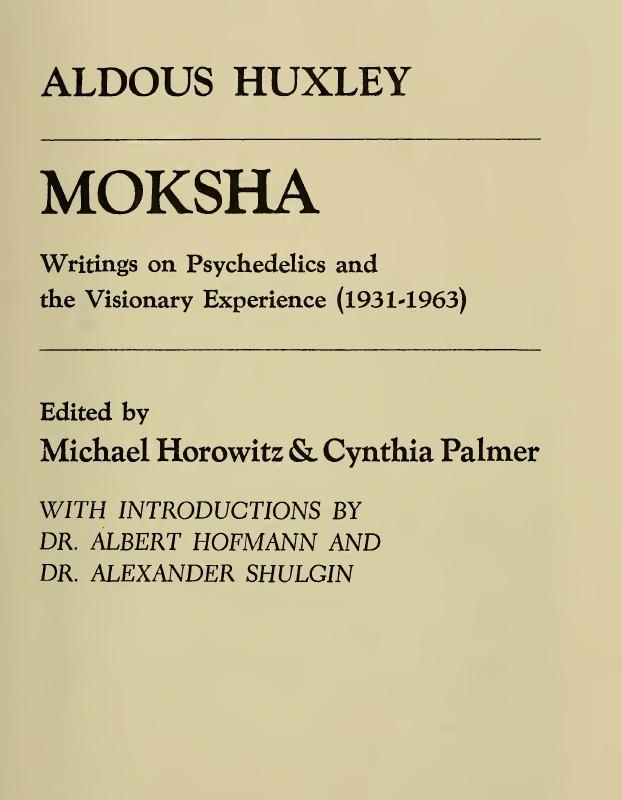
Moksha: Writings on Psychedelics and the Visionary Experience 1931-1963, 1977

- Al margen (On the Margin: Notes and Essays, 1923)
- Essays New and Old (1926)
- Proper Studies: The Proper Study of Mankind Is Man (1927)
- Do What You Will (1929)[15]
- Holy Face and Other Essays (1929)
- Vulgarity in Literature: Digressions from a Theme (1930)
- Música en la noche (Music at Night and other Essays, 1931)
- Texts and Pretexts: An Anthology with Commentaries (1932)
- ¿Cómo lo resuelve Ud.? El problema de la paz constructiva, o ¿Cómo lo resuelve usted? El problema de la paz constructiva (What are you going to do about it? The case for reconstructive Peace, 1936)
- The Olive Tree and Other Essays (1936)[16]
- El fin y los medios, o El fin y los medios. Sobre los ideales y los métodos empleados para su realización (Ends and Means: An Enquiry into the Nature of Ideals and the Methods Employed for their Realization, 1937)
- Words and their Meanings (1940)
- Eminencia gris (Grey Eminence, 1941)
- La doble crisis (The Double Crisis, 1949)
- Temas y variaciones (Themes and Variations, 1950)
- Adonis y el alfabeto (Adonis and the Alphabet and Other Essays, en Estados Unidos: Tomorrow and Tomorrow and Tomorrow, 1956)
- Collected Essays (1958)
- Nueva visita a un mundo feliz (Brave New World Revisited, 1958)
- On Art and Artists: Literature, Painting, Architecture, Music (1960)
- Literatura y ciencia (Literature and Science, 1963)
- Moksha. Escritos sobre psicodelia y experiencias visionarias 1931-1963 (Moksha: Writings on Psychedelics and the Visionary Experience 1931–1963, 1977)
- La situación humana (The Human Situation: Lectures at Santa Barbara, 1959, 1977)
- Huxley y Dios, o Huxley y Dios: ensayos, o Sobre la Divinidad (Huxley and God: Essays, 1991), ensayos publicados en la revista Vedanta and the West entre 1941 y 1960

No publicados en colecciones:
- La filosofía perenne (The Perennial Philosophy, 1945)
- Ciencia, libertad y paz (Science, Liberty and Peace, 1946)
- Las puertas de la percepción (The Doors of Perception, 1954)
- Cielo e infierno (Heaven and Hell, 1956)

#### Folletos
- Pacifism and Philosophy (1935)
- 1936 . . . PEACE? (1936)
- What Are You Going to Do about It?: The Case for Constructive Peace (1936)
- The Most Agreeable Vice (1938)
- The Politics of Ecology: The Question of Survival (1963)

#### Literatura de viajes
- A lo largo del camino, o A lo largo del camino: notas y ensayos de un turista (Along the Road: Notes and Essays of a Tourist, 1925)
- Jesting Pilate , o Jesting Pilate: The Diary of a Journey, o Jesting Pilate: An Intellectual Holiday (1926)
- Más allá del golfo de México (Beyond the Mexique Bay, 1934)

#### Otros
- Eminencia gris (Grey Eminence: A Study in Religion and Politics, 1941), biografía
- El arte de ver, o Un arte de ver (The Art of Seeing: An Adventure in Re-education) (1942), exploración del desacreditado método Bates
- Selected Letters (2007), cartas

## Adaptaciones
- Venganza de mujer (1948), película dirigida por Zoltan Korda, basada en la novela corta "La sonrisa de la Gioconda"
- Preludio (1950), película dirigida por Fergus McDonell, basada en la novela corta "El joven Arquímedes"
- The World of Light (1950), telefilme, basado en la obra de teatro The World of Light: A Comedy in Three Acts
- Das Lächeln der Gioconda (1953), telefilme dirigido por Werner Völger, basado en la obra de teatro La sonrisa de la Gioconda
- Das Lächeln der Gioconda (1958), telefilme dirigido por Michael Kehlmann, basado en la novela corta "La sonrisa de la Gioconda"
- Das Genie und die Göttin (1959), telefilme dirigido por Walter Rilla, basado en la obra de teatro The Genius and the Goddess
- The Gioconda Smile (1963), telefilme dirigido por Patrick Barton, basado en la novela corta "La sonrisa de la Gioconda"
- Das Lächeln der Gioconda (1966), telefilme dirigido por Ilo von Jankó, basado en la novela corta "La sonrisa de la Gioconda"
- Mona Lisan hymy (1966), telefilme dirigido por Jukka Sipilä, basado en la novela corta "La sonrisa de la Gioconda"
- After Many a Summer (1967), telefilme dirigido por Douglas Camfield, basada en la novela Viejo muere el cisne
- Point Counter Point (1968), miniserie dirigida por Rex Tucker, basada en la novela Contrapunto
- Úsmev Mony Lízy (1968), telefilme dirigido por Bedřich Kramosil, basado en la novela corta "La sonrisa de la Gioconda"
- Die Teufel von Loudun (1969), telefilme dirigido por Rolf Liebermann, basado en la novela Los demonios de Loudun
- Il sorriso della Gioconda (1969), telefilme dirigido por Enrico Colosimo, basado en la obra de teatro La sonrisa de la Gioconda
- Eyeless in Gaza (1971), miniserie dirigida por James Cellan Jones, basada en la novela Ciego en Gaza
- The Devils (1971), película dirigida por Ken Russell, basada en la novela Los demonios de Loudun
- Effetti speciali (1978), telefilme dirigido por Gianni Amelio, basada en una novela
- Il piccolo Archimede (1979), telefilme dirigido por Gianni Amelio, basado en la novela corta "El joven Arquímedes"
- Brave New World (1980), telefilme dirigido por Burt Brinckerhoff, basado en la novela Un mundo feliz
- The Holy Family (1994), cortometraje dirigido por Ulrich Weis, basado en el cuento "The Claxtons"
- Brave New World (1998), telefilme dirigido por Leslie Libman y Larry Williams, basado en la novela Un mundo feliz
- Stardust (2002), cortometraje dirigido por Roque Azcuaga, basado en una novela
- Brave New World (2010), miniserie dirigida por Leonard Menchiari, basada en la novela Un mundo feliz
- Brave New World (2014), fan film dirigido por Nathan Hyde, basado en la novela Un mundo feliz
- The Alien (2017), cortometraje dirigido por William le Bras y Gabriel Richard, basado en el poema "The Alien"
- Brave New World (2020), serie creada por David Wiener, basada en la novela Un mundo feliz
- Die Teufel von Loudun (2022), película dirigida por Christoph Engel, basada en la novela Los demonios de Loudun

### Obra propia en castellano
- Editorial Edhasa:
  - Muere el cisne después del verano, 2019. ISBN 9788435021906
  - Ciego en Gaza, 2017. ISBN 978-84-350-0925-6
  - Contrapunto, 2016. ISBN 978-84-350-0935-1
  - Cuentos selectos, 2014. ISBN 978-84-350-1062-7
  - El genio y la diosa, 2009. ISBN 978-84-350-1858-6
  - Las puertas de la percepción. Cielo e infierno, 2009 ISBN 978-84-350-1860-9
  - Si mi biblioteca ardiera esta noche. Ensayos sobre arte, música, literatura y otras drogas, 2009. ISBN 978-84-350-1040-5
  - La isla, 2007. ISBN 978-84-350-3493-7
  - Moksha. Escritos sobre psicodelia y experiencias visionarias 1931-1963, 2007. ISBN 978-84-350-2719-9
  - Un mundo feliz. Nueva visita a un mundo feliz, 2004. ISBN 978-84-350-0926-3
  - La filosofía perenne, 1977 [2.ª edición 1977, 3.ª reimpresión 2004]. ISBN 978-84-350-1629-2
  - Mono y esencia, 1983. ISBN 978-84-350-0397-1
  - Eminencia gris, 1979. ISBN 978-84-350-0249-3
  - El tiempo debe detenerse, 1979. ISBN 978-84-350-0257-8
- Editorial Cátedra:
  - Mono y esencia. Edición y traducción de Jesús Isaías Gómez López, 2017. ISBN 978-84-376-3679-5
  - Un mundo feliz. Introducción, traducción y notas de Jesús Isaías Gómez López, 2013 [4.ª edición 2016]. ISBN 978-84-3763137-0
  - Poesía completa. Edición bilingüe, introducción y notas de Jesús Isaías Gómez López, 2011. ISBN 978-84-376-2844-8
- Editorial Página indómita:
  - Ciencia, libertad y paz, 2023. ISBN 978-84-123847-8-9
  - La situación humana. Conferencias en la Universidad de California, 2018. ISBN 978-84-946557-7-7
  - Literatura y ciencia. El humanismo frente al progreso científico y tecnológico, 2017. ISBN 978-84-946557-2-2
  - El fin y los medios. Sobre los ideales y los métodos empleados para su realización, 2016. ISBN 978-84-944816-1-1
- Navona Editorial:
  - Los demonios de Loudun, 2018. ISBN 978-84-17181-09-3
  - El tiempo debe detenerse, 2015. ISBN 978-84-16259-23-6
  - El pequeño Arquímedes, 2015. ISBN 978-84-16259-14-4
  - La sonrisa de la Gioconda, 2014. ISBN 978-84-92840-81-6

### Otras ediciones
- El precio del progreso. Ediciones El Salmón, 2022. ISBN 9788412538632
- A lo largo del camino. Madrid: Interfolio Libros, 2017. ISBN 978-84-943886-1-3
- Aldous Huxley: poesía completa. Almería: Editorial Universidad de Almería, 2008. ISBN 978-84-8240-897-2
- Mi tío Spencer. A Coruña: Ediciones del Viento, 2008. ISBN 978-84-96964-17-4
- Los cuervos del jardín. Madrid: Ediciones SM, 2006. ISBN 978-84-675-0878-9
- Sir Hércules y otras historias. México: Jorale Ediciones, 2004. ISBN 978-968-5861-03-8
- La experiencia del éxtasis 1955-1963: pioneros del amanecer psiconáutico. Barcelona: La liebre de marzo de 2003. ISBN 978-84-87403-65-1
- Música en la noche. Barcelona: Editorial Kairós, 2003. ISBN 978-84-7245-524-5
- Un arte de ver. México: Grupo Editorial Tomo, 2000. ISBN 978-970-666-169-2
- Sobre la divinidad. Barcelona: Editorial Kairós, 2000. ISBN 978-84-7245-478-1
- Las manos de Jacob. Barcelona: El Aleph Editores, 1998. ISBN 978-84-7669-333-9
- Dos o tres gracias. Madrid: Editorial Havilah, 1991. ISBN 978-84-87745-02-7
- Viejo muere el cisne. Agotado. Barcelona: Editorial Seix Barral, 1991. ISBN 978-84-322-3087-5
- La sonrisa de la Gioconda. Cuarta edición agotada. Barcelona: Noguer y Caralt Editores, 1991. ISBN 978-84-217-4196-2
- Los demonios de Loudun. Barcelona: Editorial Planeta, 1972. ISBN 84-320-6304-5
- Contrapunto. Sur, Buenos Aires, 1933. Traducción de Lino Novás Castro
- Después de los fuegos artificiales. Empresa Letras, Santiago de Chile, 1934. 176 pp. Traducción de Haroldo Donoso
- Mi tío Spencer. Ercilla, Santiago de Chile, 1935. 96 pp. Traducción de Hernán del Solar
- Un mundo feliz. Luis Miracle, Barcelona, 1935. 286 pp. Traducción de Luys Santa Marina
- ¿Cómo lo resuelve Ud.? El problema de la paz constructiva. Sur, Buenos Aires, 1936. 46 pp.
- Los escándalos de Crome. Luis Miracle, Barcelona, 1937. 288 pp. Traducción de J. Farrán y Mayoral
- Contrapunto. Sudamericana, Buenos Aires, 1940. 724 pp. Traducción de Lino Novás Castro
- De la Ceca a la Meca. La Nave, Madrid, 1940. 380 pp. Traducción de Fernando Calleja
- El monóculo. Ediciones de la Gacela, Madrid, 1942. 81 pp.
- Ciego en Gaza. La Nave, Madrid (Sin fecha; circa 1943). 428 pp. Traducción de Fernando Calleja
- El joven Arquímedes. Losada, Buenos Aires, 1943. 215 pp. Traducción de Leonor Acevedo de Borges. Dibujos y viñetas de Luis Seoane
- Con los esclavos en la noria. Sudamericana, Buenos Aires, 1945. 618 pp. Traducción de Julio Irazusta
- El tiempo y la máquina. Losada, Buenos Aires, 1945. 228 pp. Traducción de Marina Ruiz Lagos
- La filosofía perenne. Sudamericana, Buenos Aires, 1947. 242 pp. Traducción de C.A. Jordana
- Ciencia, libertad y paz. Sudamericana, Buenos Aires, 1947. 116 pp. Traducción de Adam F. Sosa
- El tiempo debe detenerse. Sudamericana, Buenos Aires, 1948. 424 pp. Traducción de Miguel de Hernani
- Música en la noche. Luis de Caralt, Barcelona, 1948. 162 pp. Traducción de R. Santos Torroella
- El fin y los medios. Hermes, Buenos Aires, 1950. 362 pp. Traducción de Jorge M. Bullrich
- Eminencia gris. Sudamericana, Buenos Aires, 1950. 388 pp. Traducción de Pedro de Olazábal
- Mono y esencia. Sudamericana, Buenos Aires, 1951. 204 pp. Traducción de C.A. Jordana
- Los demonios de Loudon. Hermes, Buenos Aires, 1953. 392 pp. Traducción de H.A. Murena
- A lo largo del camino. Luis de Caralt, Barcelona, 1955. 194 pp. Traducción de Fernando Trías
- Dos o tres gracias. Apolo, Barcelona, 1955. 260 pp. Traducción de Ramón Esquerra
- Viejo muere el cisne. Losada, Buenos Aires, 1956. 266 pp. Traducción de R. Crespo
- Cielo e infierno. Sudamericana, Buenos Aires, 1957. 152 pp. Traducción de Víctor Alzábal
- Novelas (Tomo I: Limbo, Laberintos mortales, Al margen, La dama de Londres, Ciego en Gaza, Contrapunto). Planeta, Madrid, 1957. 1692 pp. Traducciones de Carlos Rojas, Fernando González, Juan G. de Luaces
- Novelas (Tomo II: Los escándalos de Crome, El pequeño mexicano, Esas hojas caídas, Dos o tres gracias, Un mundo feliz, Mi primer smoking, Tardía confesión, Fogonazos ). Planeta, Madrid, 1958. 1664 pp. Traducciones de L. Santa Marina, M. Quintana del Río, R. Bravo y J. Romero de Tejada
- Adonis y el alfabeto. Sudamericana, Buenos Aires, 1958. 268 pp. Traducción de C.A. Jordana
- El genio y la diosa. Hermes, Buenos Aires, 1958. 166 pp. Traducción de Miguel de hernani
- Esas hojas estériles. Sudamericana, Buenos Aires, 1959. 508 pp. Traducción de C.A. Jordana
- El joven Arquímedes, Los Claxton, Cura de Reposo, El monóculo. Losada, Buenos Aires, 1960. 153 pp. Traducción de Leonor Acevedo de Borges
- Nueva visita a un mundo feliz. Sudamericana, Buenos Aires, 1962. 150 pp. Traducción de Miguel de Hernani
- La isla. Sudamericana, Buenos Aires, 1963. 378 pp. Traducción de Floreal Mazía
- Temas y variaciones. Sudamericana, Buenos Aires, 1963. 204 pp. Traducción de María Angélica Ocampo
- Arte, amor y todo lo demás. Ediciones G.P., Barcelona, 1963. 414 pp. Traducción de Fernando Calleja
- Literatura y ciencia. Sur, Buenos Aires, 1964. 140 pp. Traducción de Rubén Masera
- Cartas. Sudamericana, Buenos Aires, 1974. 671 pp. Selección, traducción y notas de Enrique Luis Revol
- La situación humana. Sudamericana, Buenos Aires, 1979. 292 pp. Traducción de Eduardo Paz Leston
- Más allá del Golfo de México. Sudamericana, Buenos Aires, 1980. 252 pp. Traducción de Leal Rey
- Huxley y Dios (Ensayos publicados en la revista Vedanta and the West entre 1941 y 1960). Thassalia, 1995. 302 pp. Traducción de Miguel Martínez Lage

### Sobre Aldous Huxley
- Gómez López, Jesús Isaías (2016). Aldous Huxley, poeta de paraísos perdidos. Colección: Literatura, 4. Editorial Síntesis. ISBN 978-84-9077-290-4.
- Huxley, Laura Archera (1999). Este momento sin tiempo: una visión personal de Aldous Huxley. Traducción de Leonor Blánquez Fillol. Colección: Árdora exprés. Madrid: Ardora Ediciones. ISBN 978-84-88020-17-8.
- Juanes, José Ángel (1971). Aldous Huxley. Colección: Grandes escritores contemporáneos, 48. Epesa.
- MacDermott, Doireann (1978). Aldous Huxley: Anticipación y Retorno. Colección: La Vida es Río. Plaza y Janés Editores. ISBN 84-01-34058-6.
- Moeller, Charles (1981). Literatura del siglo XX y cristianismo. Volumen I: El silencio de Dios: Camus, Gide, A. Huxley, Simone Weil, Graham Greene, Julien Green, Bernanos. Octava edición. Obra completa en seis volúmenes. Madrid: Editorial Gredos. ISBN 978-84-249-3339-5.
- Morand, Carlos (1963). Los adolescentes en la obra narrativa de Aldous Huxley. Editorial Universitaria. Cuadernos del Centro de Investigaciones de Literatura Comparada, Universidad de Chile.